# Sct. Knuds Kilde
Sct. Knuds Kilde er en folkepark beliggende i bydelen Sct. Knuds By i Hjørring. Kilden, der lå sydvest for byen blev oprenset i 1903, og allerede samme år blev der afholdt Sankthansfest på stedet.
I 1909 blev der på foranledning af initiativtagerene til anlægget, Lønborg Friis og Jørgen H. Nielsen, rejst 22 mindesten over fremragende Vendelboer og begivenheder i Vendsyssels historie. Siden er der kommet yderligere fire sten til. I 1943 indviede man et friluftsteater i parken.

## Eksterne kilder og henvisninger
- Hjørring Leksikon
- WikiVendsyssel

57°27′15″N 09°58′10″Ø / 57.45417°N 9.96944°Ø